# اسب (فیلم ۱۳۵۵)
اسب فیلم کوتاه ایرانی به کارگردانی و نویسندگی مسعود کیمیایی که در سال ۱۳۵۵ ساخته شده است.

## بازیگران
- گیلدا کیمیایی
- کیومرث نوری